# Иващенко, Андрей Васильевич
Андрей Васильевич Иващенко (род. 4 ноября 1962, Кинель-Черкассы, Куйбышевская область) — советский хоккеист, нападающий.

## Биография
Воспитанник куйбышевского СКА. Выступал за команды «Маяк» Куйбышев (1979/80 — 1981/82), «Кристалл» Саратов (1981/82 — 33 матча в высшей лиге), «Торпедо» / «Лада» Тольятти (1982/83 — 1989/90), «Ижсталь» Ижевск (1990/91).
Победитель хоккейного турнира зимней Универсиады 1985 года, серебряный призёр хоккейного турнира Универсиады 1987 года.
Тренер в школе «Лады».